# نوک‌شاخ‌سانان
نوک‌شاخ‌سانان (نام علمی: Bucerotiformes) نام یک راسته از رده پرنده است.